# Katja Paskalewa
Katja Paskalewa, bułg. Катя Паскалева (ur. 18 września 1945 w Petriczu, zm. 23 lipca 2002 w Sofii) – bułgarska aktorka filmowa i teatralna.

## Życiorys
W 1967 ukończyła studia aktorskie w Narodowej Akademii Teatralnej i Filmowej, pod kierunkiem Stefana Syrczandżijewa, a następnie Metodiego Andonowa. Po studiach występowała w teatrze w Pazardżiku, skąd przeniosła się do Teatru Miejskiego w Sofii. Od 1985 występowała w Teatrze Satyrycznym im. Aleko Konstantinowa w Sofii.
W 1966 zadebiutowała rolą żony Weljko w filmie Ponedełnik sutrin (z uwagi na problemy z cenzurą film ten doczekał się premiery dopiero w 1988). Zagrała w dwudziestu pięciu filmach fabularnych. W 2002 zmarła w Sofii na chorobę nowotworową gardła.
Dwukrotnie wychodziła za mąż. Jej pierwszym mężem był malarz Georgi Bożiłow Słona, a drugim reżyser Iwan Rosenow.

## Filmografia
- 1966: Ponedełnik sutrin (Понеделник сутрин) jako żona Wełka
- 1967: Otkłonenie (Отклонение) jako Wera
- 1971: Krajat na pesenta (Краят на песента) jako Najme
- 1972: Kozi róg jako Maria
- 1973: Myże bez rabota (Мъже без работа) jako Christina
- 1974: Iwan Kondarew (Иван Кондарев) jako Christina Właewa
- 1975: Wiłna zona (Вилна зона) jako Stefka
- 1977: Matriarchat (Матриархат) jako Tana
- 1987: Ewa na tretija etaż (Eва на третия етаж) jako Naumowa
- 1989: Spirka za nepoznati (Спирка за непознати) jako Marija
- 1992: Aritmija jako matka Filipa
- 1994: Golgota

## Nagrody i wyróżnienia
W latach 1972–1976 trzykrotnie była wyróżniona nagrodą Złotej Róży (Златна роза), za role w filmach: Wiłna zona, Kozi róg i Iwan Kondarew.